# Шмид, Самуэль
Самуэль Шмид (нем. Samuel Schmid; родился 8 января 1947, Рюти-Бюрен, кантон Берн, Швейцария) — швейцарский государственный и политический деятель.
Член Федерального совета Швейцарии, начальник департамента обороны и спорта в 2000—2008. Вице-президент Швейцарии в 2004. Президент Швейцарии в 2005.

## Начальник военного ведомства
Деятельность Шмида на посту начальника военного ведомства сложилась неудачно. В частности, ему не удалось провести через парламент программу перевооружения армии. Также большой ущерб его репутации принесло назначение руководителем вооруженными силами Швейцарии Роланда Нефа, которого обвинили в недостойном столь высокого поста поведении.
Шмид был избран в Федеральный совет, будучи членом консервативной Швейцарской народной партии, но вскоре после избрания был вынужден покинуть свою партию и перейти во вновь недавно созданную на основе её умеренного крыла Бюргерско-демократическую партию.

## Подробности отставки
Вышел в отставку с поста члена Федерального совета под нажимом как либеральных сил, обвинявших его в недостаточно радикальном проекте военной реформы, так и консерваторов из Народной партии, потерявших с выходом Шмита из партии своё место в Федеральном совете. Сам Шмид заявил, что уходит с поста по состоянию здоровья и по причине любви к армии, которая может пострадать от слишком резких реформ.
На освободившееся после отставки Шмида место в Федеральном совете претендовал Кристоф Блохер, однако потерпел поражение благодаря своей репутации националиста.

## Руководитель комиссии МОК
19 июля 2016 года Международный олимпийский комитет поручил Шмиду провести проверку фактов государственного вмешательства в антидопинговую систему России, изложенных в докладе Макларена. 2 декабря 2017 года комиссия Шмида представила Исполкому МОК доклад об использовании допинга в России. По итогам работы комиссии Шмид сделал вывод:
Мы никогда еще не видели такого масштаба манипуляций и обмана, и это нанесло огромный ущерб олимпийскому движению.
Комиссия провела судебные экспертизы проб российских спортсменов, собранных во время Олимпийских игр в Сочи, осуществила интервью со свидетелями, встретилась с рядом российских чиновников, рассмотрела данные доклада Макларена. Следы вскрытия были выявлены на, как минимум, 20% бутылок с мочой, часть бутылок были намеренно закрыты не полностью, в ряде проб выявлено содержание соли, невозможное для здорового человека (при подмене мочи в ряде случаев добавлялась соль для сохранения зафиксированных показателей плотности). Комиссия пришла к выводу о вовлечённости в фальсификации Министерства спорта России и ряда его подразделений, РУСАДА, антидопинговых лабораторий в Сочи и Москве. При этом свидетельств причастности высшего руководства России найдено не было.